# Arie Kortlever
Arie Kortlever (Nieuwerkerk aan den IJssel, 15 juni 1952) is een voormalig semi-profvoetballer van Excelsior.
Kortlever maakte zijn debuut namens Excelsior in de eredivisie in het seizoen 1974-1975. De aanvaller brak nooit echt door op Woudestein en sloot zijn kortstondige loopbaan in het betaalde voetbal in 1976 af.